# Charlotte Rampling
Charlotte Rampling, född 5 februari 1946 i Sturmer, Essex, är en brittisk skådespelare.
Rampling gjorde debut i rampljuset som fotomodell vid 17 års ålder, varpå hon gjorde sin första filmroll 1965 i Greppet. Hon fick sitt stora genombrott 1974 för sin sensuella roll i Nattportieren. Hon har sedan dess spelat en rad ledande roller, ofta i femme fatale-stil.  Hon har belönats med brittiska imperieorden.
1972–1976 var Rampling gift med skådespelaren Bryan Southcombe och åren 1978–1996 med den franske musikern Jean-Michel Jarre. Charlotte Rampling bor i Paris.

## Filmografi (i urval)
- 1965 – Greppet
- 1966 – Georgy Girl
- 1969 – De fördömda
- 1974 – Nattportieren
- 1974 – Zardoz
- 1975 – Farewell, My Lovely
- 1976 – Sherlock Holmes i New York
- 1977 – Orca
- 1980 – Stardust Memories
- 1982 – Domslutet
- 1987 – Angel Heart
- 1997 – Duvans vingslag
- 1999 – The Cherry Orchard
- 1999 – Lysande utsikter (TV-film)
- 2000 – Under sanden
- 2003 – Swimming Pool
- 2005 – Vers le Sud
- 2005 – Lemming
- 2006 – Basic Instinct 2
- 2008 – Babylon A.D.
- 2008 – The Duchess
- 2011 – Melancholia
- 2013 – Dexter (TV-serie)
- 2015 – Broadchurch (TV-serie)
- 2015 – 45 år
- 2015 – London Spy (TV-serie)
- 2016 – Assassins creed
- 2018 – Euphoria
- 2019 – DNA (TV-serie)
- 2024 – Dune: Part Two
- 2025 – Father Mother Sister Brother